# Arletty
Léonie Marie Julie Bathiat, mer känd som Arletty, född 15 maj 1898 i Courbevoie, Hauts-de-Seine, död 23 juli 1992 i Paris, var en fransk fotomodell och skådespelare.

## Biografi
Vid sexton års ålder började hon arbeta på fabrik och senare som sekreterare och modell - det senare åt bland andra Henri Matisse. Hon medverkade sedan i revyer innan filmdebuten 1931. Med sin eleganta, gåtfulla skönhet och säregna sarkastiska röst blev hon populär i en rad filmer av regissören Marcel Carné, såsom Hôtel du Nord (1938) och Dagen gryr (1939). Hennes framträdande i Paradisets barn (1945) är en uppmärksammad bild av kvinnlighet och skönhet. 
Efter Frankrikes befrielse från den tyska ockupationen under andra världskriget anklagades Arletty för att ha varit kollaboratör och fick tillbringa två månader i fängelse till följd av en kärleksaffär med en tysk officer. 
Efter kriget återvände Arletty till teatern i Paris där hon bland annat spelade Blanche DuBois i Linje lusta (1950). Efter en olycka i början av 1960-talet, som gjorde henne blind till 95 procent, drog hon sig tillbaka.

## Filmografi i urval
- 1931 – En söt liten vovve
- 1933 – La Guerre de Valses
- 1937 – Kronans pärlor
- 1938 – Hôtel du Nord
- 1939 – Dagen gryr
- 1942 – Nattens gäster
- 1945 – Paradisets barn
- 1953 – L'air de Paris
- 1962 – Den längsta dagen